# Mouvement de la marche sur Washington
Pour les articles homonymes, voir Marche sur Washington.
Le Mouvement de la marche sur Washington (March on Washington Movement, MOWM), qui s'est déroulé de 1941 à 1947, a été initié par Asa Philip Randolph et Bayard Rustin comme un outil pour organiser une grande marche dans la capitale fédérale américaine pour faire pression sur le gouvernement américain afin qu'il mette fin à ségrégation raciale dans les usines d'armement et dans l'armée, et qu'il fournisse des opportunités valables de travail aux Afro-Américains.
Le mouvement n'a pas abouti à une marche sur Washington à cette époque car les requêtes de Randolph ont été acceptées avant d'en arriver là.

## Contexte
Au début des années 1940, alors que les États-Unis s'apprêtent à entrer dans la Seconde Guerre mondiale, il y a une sensibilité accrue de la communauté noire américaine envers les discriminations qu'elle subit alors que l'Amérique veut partir en guerre contre le racisme Nazi.
À l'automne 1940, l'économie américaine sort de la Grande Dépression. L'investissement dans la défense profite aux Blancs, contrairement aux travailleurs noirs qui sont désavantagés dans ce domaine. Ainsi, certains programmes de formation gouvernementaux refusent d'entraîner les Noirs. À l'époque, un travailleur sur mille du secteur de l'avionique est noir.
On accorde au président de North American Aviation Co. les paroles suivantes : « Bien que nous éprouvons une grande sympathie pour les nègres, il va à l'encontre des politiques de la compagnie d'employer ces derniers comme travailleurs ou mécaniciens pour les avions ... peu importe leur entraînement ... Il y aura des emplois de concierges pour les nègres,. »
Le MOWM nait dans ce contexte. Il vise à faire pression sur le gouvernement américain, mené par le président Franklin Delano Roosevelt, afin d'établir des mécanismes protégeant les Afro-américains contre la discrimination. A. Philip Randolph joue un rôle clé dans la mise en place du mouvement. Ayant fondé préalablement la Brotherhood of Sleeping Car Porters (1925), son expérience dans l'organisation communautaire et syndicale en a fait un meneur naturel du MOWM, principalement constitué de membres des classes moyenne et inférieure.
Le mouvement réunit plusieurs sous-groupes. L'un d'eux est le Women's Auxiliary, principalement constitué de femmes et de proches des Brotherhood of Sleeping Car Porters. Elles se sont principalement impliquées dans le mouvement en participant à des levées de fonds et autres tâches communautaires connexes, faisant également la promotion de « conceptions de communauté noire, de respect des femmes et de prise de conscience de l'idée de classes,. »

## Chronologie
Les efforts précédant 1941 ne suffisent pas à convaincre Roosevelt d'agir. Le 27 septembre 1940, une première délégation composée de A. Philip Randolph, Walter White (NAACP) et T. Arnold Hill (National Urban League) rencontre le président américain et des membres importants de son cabinet. La délégation présente un mémoire demandant l'intégration immédiate de tous les Noirs dans les services armés. La réponse est une déclaration de la Maison-Blanche affirmant que « la politique du département des forces armées est de ne pas mélanger le personnel de couleur et les Blancs dans les mêmes régiments,. » Ce type de déclarations convainc les meneurs noirs de l'inefficacité des moyens de pression traditionnels exercés sur le gouvernement. 
Le 25 janvier 1941, Randolph propose officiellement une grande marche à Washington afin de « mettre en lumière l'enjeu, ».
Les mois suivants, des chapitres du MOWM commencent l'organisation de la grande marche, prévue pour le 1er juillet. Au cours du printemps, on anticipe qu'il y aura environ 100 000 participants.
Une semaine avant la date prévue pour la marche, le président Roosevelt affirme qu'il désire signer l'ordre exécutif 8802, qui sera la base du premier Fair Employment Practices Committee (FEPC). Le maire de New York Fiorello LaGuardia rencontre les dirigeants de MOWM et les informe des intentions présidentielles. Ces derniers demandent qu'en plus du FEPC, les industries militaires soient déségrégationnées. Roosevelt accepte et signe l'ordre le 25 juin. En retour, le MOWM accepte d'annuler la grande marche, mais maintient le mouvement afin de s'assurer que le FEPC fait bien le travail.
Les appels à la désobéissance civile non-violente du MOWM déplaît à d'autres organisations afro-américaines telles le NAACP, qui diminue son soutien au mouvement. Bien qu'il n'a jamais organisé de marche à Washington, le MOWM a continué d'exister jusqu'en 1947, se coordonnant avec d'autres groupes pour faire pression sur le gouvernement fédéral.